# Еберхард VII фон Ербах
Еберхард VII фон Ербах (на немски: Eberhard VII von Erbach; † 11 март 1327) е шенк на Ербах и господар на Михелщат.
Той е син на шенк Еберхард IV фон Ербах „Стари“, господар на Михелщат († 1312) и на съпругата му Юта фон Вайнсберг († сл. 1259), дъщеря на Конрад II фон Вайнсберг († 1264) и Ирменгард фон Мюнценберг. Сестра му Юта († 1340) е абатиса в Зелигентал.

## Фамилия
Еберхард VII се жени за Имагина фон Спонхайм-Кройцнах (* пр. 1323; † 25 юли 1341), внучка на граф Симон I фон Спонхайм-Кройцнах, дъщеря на граф Хайнрих I фон Спонхайм господар на Боланден-Даненфелс († 1311) и Кунигунда фон Боланден († 1295). Те имат пет деца:
- Еберхард VIII фон Ербах (* пр. 1333; † сл. 1363)
- Хайнрих I фон Ербах (* пр. 1333; † 16 февруари 1387), шенк на Ербах и господар на Михелщат, женен за Анна фон Ербах-Ербах (* пр. 1363; † 29/30 ноември 1375)
- Гертруд († сл. 1330), омъжена за вилдграф Хайнрих фон Шмидтбург (* ок. 1305; † 1329/1330)
- Юта († сл. 1357), абатиса в Зелигентал
- Елизабет († сл. 1357), монахиня в Зелигентал